# دانا ایر
دانا ایر (به انگلیسی: Dana Air) یک شرکت هواپیمایی با کد یاتا 9J است که در تاریخ ۲۰۰۸ میلادی تأسیس شده است.
دفتر مرکزی دانا ایر در نیجریه واقع شده‌است و قطب این شرکت هواپیمایی در فرودگاه بین‌المللی مرتلا محمد قرار دارد و به 5 مقصد، پرواز مستقیم انجام می‌دهد. این شرکت 8 فروند هواپیما دارد که شامل شش فروند مک‌دانل داگلاس و 2 فروند بوئینگ است.

## مقصدهای پروازی
- آبوجا – فرودگاه بین‌المللی ننامدی آزیکیوه
- لاگوس – فرودگاه بین‌المللی مرتلا محمد
- پورت هارکورت - فرودگاه بین‌المللی پورت هارکورت
- اویو - فرودگاه اکوا ایبوم